# Phoradendron nigricans
Phoradendron nigricans là một loài thực vật có hoa trong họ Santalaceae. Loài này được Rizzini miêu tả khoa học đầu tiên năm 1956.